# Tatumrasz
Tatumrasz (arab. طاطمراش) – wieś w Syrii, w muhafazie Aleppo. W 2004 roku liczyła 111 mieszkańców.